# Калиду Кулибали
Калиду Кулибали (на френски: Kalidou Koulibaly) е сенегалски футболист, защитник, който играе за Ал-Хилал. и играе на националния отбор на Сенегал.

## Ранен живот
Кулибали е роден на 20 юни 1991 г. в сенегалско семейство в Сен Дие де Вож, Франция. Неговата футболна кариера започва с местния клуб Сен Дие. Кулибали е практикуващ мюсюлманин и винаги се моли преди мач.

## Кариера

### Мец
Преди началото на сезон 2010/11, Кулибали подписва първия си професионален договор. Впоследствие, той е повикан в основния отбор от новия треньор Доминик Бихота. Кулибали дебютира професионално на 20 август 2010 г. в мач срещу Ван. Той се появява като резерва при победата с 1:0.

### Генк
На 29 юни 2012 г. Кулибали преминава в белгийския клуб Генк, след като се съгласява на договор за 4 години. На 23 август 2012 г. Кулибали прави дебюта си в квалификационния кръг на плейофите на Лига Европа, в който Генк губи от швейцарския ФК Люцерн с 1:2 в първия двубой. На 23 декември 2012 г. Кулибали вкарва първия си гол за Генк при 2:4 поражение от Андерлехт.

### Наполи
На 2 юли 2014 г. Кулибали преминава в отбора от Серия А Наполи с договор за 5 години, срещу сума от 6,5 милиона паунда. Кулибали получава номер 26.
На 19 август 2014 г. Кулибали дебютира в квалификационния мач от плейофите в Шампионската лига, в който Наполи прави 1:1 с Атлетик Билбао.

## Национален отбор
Калиду Кулибали е роден и отгледан във Франция от сенегалски родители и поради това може да играе и за двете страни. Той играе за френския отбор до 20 г. през 2011 г. Въпреки това, в началото на септември 2015 г. Кулибали решава да представя футболния отбор на Сенегал, въпреки интереса към него от Дидие Дешан. Дебютира на 5 септември 2015 г. в квалификация срещу Намибия, завършила 2:0. Той е част от отбора на Сенегал, който участва в Купа на африканските нации 2017 г.
През май 2018 г. той е сред 23-те на Сенегал за световното първенство в Русия.

## Отличия

### Отборни
Генк
- Купа на Белгия: 2013

Наполи
- Суперкупа на Италия: 2014
- Купа на Италия: 2020

### Индивидуални
- Най-добър сенегалски футболист на годината: 2017, 2018
- Отбор на годината в турнира за Купата на Африканските нации: 2016[10]
- Отбор на годината в Серия А: 2015/16,[11] 2016/17,[12] 2017/18[13]